# Erli
Erli (en ligur Èrli) és un comune italià, situat a la regió de la Ligúria i a la província de Savona. El 2015 tenia 245 habitants.

## Geografia
Té una superfície de 16,73 km² i les frazioni de Bassi, Berrioli i Gazzo. Limita amb Castelbianco, Castelvecchio di Rocca Barbena, Garessio, Nasino i Zuccarello.

## Evolució demogràfica
| Gràfica d'evolució de Erli entre 1861 i 2011 |
|                                              |
| Font: ISTAT                                  |